# DCM (기업)
DCM 주식회사는 대한민국의 철강생산업체이다.

## 개요
- 1972년 3월 4일, 대림화학공업사로 설립되어 1987년 1월 1일 주식회사 대림으로 법인전환하였으며, 1999년 5월 14일 상호를 디씨엠주식회사로 변경한 이래 코팅강판 제품의 제조 및 판매를 주요영업으로 하고 있다.
- 한국기계산업진흥회 주최 '2023 기계의 날' 기념행사에서 대표이사가 올해의 기계인으로 선정된 바 있다.[3]

## 본점 및 지점 현황
- 본점: 경상남도 양산시 웅상농공단지길 55
- 서울사무소: 서울특별시 영등포구 선유로 146 이앤씨드림타워